# ジャック・ルロア
ジャック・ルロア（Jacques Leroy, 1924年9月10日 - 1996年8月5日）は、第二次世界大戦期のドイツ陸軍、次いで武装親衛隊に所属したワロン人義勇兵で、ワロン人第3（最後）の騎士鉄十字章受章者。
戦前はベルギー王国ワロン地方のカトリック系反共ファシズム政治団体「レクシズム」の青少年組織「ジュネス・レジオネール」 (Jeunesse Legionnaire) の一員であり、1942年3月、ドイツ陸軍の指揮下で東部戦線に従軍中のワロン人義勇兵部隊「ワロニー部隊」（ドイツ陸軍第373ワロン歩兵大隊）に入隊。1942年夏の「ブラウ作戦」（コーカサス戦線）に従軍した。
1943年6月、再編制に伴って武装親衛隊に移籍。後にSS突撃旅団「ヴァロニェン」第3中隊の一員としてウクライナ・チェルカースィ戦線に従軍したが、1944年1月の戦闘で右腕切断・右目失明という重傷を負った（にもかかわらず、1944年夏に病院を抜け出して「ヴァロニェン」旅団に復帰し、前線勤務を希望した）。
1944年秋に編制された第28SS義勇擲弾兵師団「ヴァロニェン」 (28. SS-Freiwilligen-Grenadier-Division „Wallonien") では第69SS擲弾兵連隊第Ⅰ大隊連絡将校や第1中隊の小隊長として1945年2月～3月のポメラニア戦線に従軍。独ソ戦末期の1945年3月中旬、「ヴァロニェン」師団の生存者の中で戦闘継続を希望した将兵648名から成る「デリクス」戦闘団 (Kampfgruppe Derriks) の第1中隊第3小隊を指揮し、シュテッティン・アルトダム橋頭堡防衛戦で72時間にわたってソビエト赤軍の進出を阻止した。この功績によって1945年4月20日付で騎士鉄十字章を受章し、ワロン人義勇兵として3人目（最後）の騎士鉄十字章受章者となった。最終階級はSS少尉 (SS-Untersturmführer)。

## ドイツ陸軍第373ワロン兵大隊時代

### 入隊までの経歴

エノー州

1924年9月10日、ジャック・ルロアはベルギー王国ワロン地方、エノー州バンシュに生まれた。父親はビール醸造所を経営する資本家で、後にレオン・デグレル主宰のカトリック系反共ファシズム政治団体「レクシズム」に加入し、1936年にはバンシュ市長に当選した人物であった。
成長後、ルロアはレクシズムの青少年組織「ジュネス・レジオネール」 (Jeunesse Legionnaire)に加入した。
1941年8月8日、ドイツ陸軍に所属して共産主義（ソビエト連邦）と戦うワロン人義勇兵部隊「ワロニー部隊」（Légion Wallonie、後のドイツ陸軍第373ワロン歩兵大隊）がベルギーを出発し、東に向かった。同大隊は1941年末から1942年2月末の間に東部戦線で兵力の半分を失ったため、ベルギー本国のレクシズム関係者に対し、補充兵として大隊に加わる新たな義勇兵を募るようにとの指示が下った。
そして1942年3月10日、当時17歳のルロアも「ジュネス・レジオネール」の若者を多く含む新たなワロン人義勇兵グループと共にベルギーを出発し、二等兵として1942年6月3日にソビエト連邦のスラビャンスク (Slaviansk) で第373ワロン歩兵大隊に合流した。

### 1942年8月 コーカサス戦線
1942年夏、ドイツ軍がソビエト連邦南部への攻勢作戦（ブラウ作戦）を開始すると、第373ワロン歩兵大隊の一員であるルロアもコーカサス地方への長距離行軍、それに続く戦闘を経験した（この戦線の期間中、ルロアは何名かの戦友の死を目撃した）。

## SS突撃旅団「ヴァロニェン」時代

### 1943年6月 武装親衛隊への移籍
1943年6月1日、第373ワロン歩兵大隊が武装親衛隊に移籍して旅団規模に拡張し、7月3日にSS突撃旅団「ヴァロニェン」 (SS-Sturmbrigade Wallonien) と改称されると、ジャック・ルロアもそれに伴って武装親衛隊へ移籍し、SS上等兵 (SS-Sturmmann) として同旅団に配属され、間もなくSS兵長 (SS-Rottenführer) に昇進した。

### 1944年 チェルカースィ - コルスン包囲戦
1943年11月11日、訓練を終えたSS突撃旅団「ヴァロニエン」 (SS-Sturmbrigade "Wallonien") はヴィルトフレッケンの鉄道駅から列車に乗り込み、東部戦線のウクライナ・チェルカースィに出発した（コルスン到着日は11月19日 - 20日）。この時のルロアはSS伍長 (SS-Unterscharführer) として「ヴァロニェン」旅団第3中隊に所属しており、イルディン（en:Irdyn / uk:Ірдинь）とサクレフカ (Sakrewka) での戦闘の功績によって二級鉄十字章を受章した。
その後の1944年1月15日、ルロアはテクリノ (Teklino) 森林地帯での作戦中に重傷を負い、ポーランドの野戦病院へ後送された。一命はとりとめたものの、結果としてルロアは右腕の切断を余儀なくされた上に右目を失明した（当時19歳）。

### 1944年夏 「ヴァロニェン」旅団への復帰
しかし、1944年7月にルロアは病院を抜け出し、再編制中の第5SS義勇突撃旅団「ヴァロニェン」へ復帰した。そして、先のチェルカースィでの戦功により、ルロアは1944年7月8日付で歩兵突撃章銅章、戦傷章銀章、一級鉄十字章を受章し、さらに併せてSS曹長 (SS-Oberscharführer) に昇進した。
旅団に復帰したルロアは前線勤務を熱望したものの、ルロアの身を考慮したレオン・デグレルSS少佐 (SS-Stubaf.) は彼に対し、前線ではなくゾフィーンヴァルデ (Sophienwalde) 軍学校に行くよう命令した。この命令に（しぶしぶ）従い、ルロアは1944年10月29日から12月20日まで同校の重傷者学級に在籍した。

## 第28SS義勇擲弾兵師団「ヴァロニェン」時代

### 1945年2月 - 3月 ポメラニア戦線
ゾフィーンヴァルデ軍学校卒業後、ルロアは1945年1月10日の時点で第28SS義勇擲弾兵師団「ヴァロニエン」第69SS擲弾兵連隊第I大隊の連絡将校 (Ordnungsoffizier) を務めており、1945年2月にSS少尉 (Untersturmführer) に昇進した。そして、ポメラニア戦線従軍中の3月には第69SS擲弾兵連隊第1中隊の小隊長として多くの戦闘に参加し、白兵戦章銀章を受章した。

### 1945年3月 アルトダム橋頭堡防衛戦
1945年3月12日、「ヴァロニェン」師団の生存者の中で戦闘継続を希望した者から成る1個大隊規模の戦闘団が、「ザ・ボス」 (Der Boss) の異名を持つアンリ・デリクスSS大尉 (SS-Hstuf. Henri Derriks) を指揮官として結成された。この時、ジャック・ルロアSS少尉はデリクスSS大尉の呼びかけに応じて「デリクス」戦闘団 (Kampfgruppe Derriks) に志願し、アンドレ・レジボSS少尉 (SS-Ustuf. André Régibeau) が指揮を執る第1中隊の第3小隊に配属された。
3月15日、ルロアは戦闘継続を拒んだ弟クロード・ルロア (Claude Leroy) に腹を立て、彼に平手打ちを食らわせた（その後、クロードは前線での戦闘に参加した）。
そして、3月16日から19日にかけて繰り広げられたシュテッティン近郊のアルトダム（Altdamm、現ドンビエDąbie）橋頭堡防衛戦において、短機関銃を手にした隻眼隻腕のルロアSS少尉は、負傷した2名の小隊長に代わって第1中隊第3小隊を指揮し、ローゼンガルテン (Rosengarten) - フィンケンヴァルデ (Finkenwalde) 間において72時間に渡ってソビエト赤軍の突破を阻止した（3日間の戦闘でルロアの小隊はT-34戦車を数輌撃破した）。この時のルロアの英雄的な防衛戦闘に対し、「ヴァロニェン」師団長レオン・デグレルSS中佐はルロアを騎士鉄十字章受章候補に推薦した。
しかし、アルトダム橋頭堡防衛戦の最中にルロアの弟クロードは戦死していた。これ以上戦いたくないという弟に暴力を振るって戦闘に参加させ、結果として彼を死なせてしまったことでルロアは自責の念に生涯苛まれ続けた。

### 終戦
1945年4月20日、ジャック・ルロアは騎士鉄十字章を受章した（とされている。戦時中の受章証書は無し）。しかし、同日夕方、「ヴァロニェン」師団第69SS擲弾兵連隊第Ⅰ大隊第1中隊第2小隊長として参加したシラースドルフ（Schillersdorf、現Moczyły）への反撃作戦の際に赤軍狙撃兵に撃たれて負傷した。
1945年5月3日、ルロアSS少尉を含む「ヴァロニェン」師団の生存者約400名はシュヴェリーンへ向かい、現地に進駐していたアメリカ軍に投降した。

## 戦後
終戦時、アメリカ軍に投降した「ヴァロニェン」師団の生存者はイギリス軍に引き渡された後、1945年6月にノイエンガンメ強制収容所の跡地に送られて階級ごとに選別された。その後、彼らはベルギー本国へ送還されて対独協力者を対象とした裁判にかけられ、罪状に応じた判決を言い渡された。
ジャック・ルロアSS少尉は1946年11月8日（もしくは16日）にベルギー本国での軍事裁判所において懲役20年の判決を下されたが、1950年代初頭に刑務所から釈放された。その後はベルギー国内で生活していたが、1961年、西ドイツの市民権を取得して同国へ移住した。
1973年、戦後のレオン・デグレル署名の証書により、ルロアに対する騎士鉄十字章授与が（非公式ながら）認知された。
1982年10月、ルロアはドイツのザールルイで開かれた騎士鉄十字章受章者協会 (Ordensgemeinschaft der Ritterkreuzträger des Eisernen Kreuzes e.V.) の第27回目の会合に出席し、フラマン人騎士鉄十字章受章者レミ・シュライネンおよびフランス人騎士鉄十字章受章者アンリ・フネと並んで1枚の写真に収められた。
1996年8月5日、ジャック・ルロアはドイツ・バイエルン州ジークスドルフ (Siegsdorf) で死去した。満71歳没。

## キャリア

### 党員・隊員番号
- ナチス党員番号 (NSDAP-Nr.): 無し
- 親衛隊隊員番号 (SS-Nr.): 無し（1942年3月10日、「ワロニー部隊」（ドイツ陸軍第373ワロン歩兵大隊）に入隊したワロン人義勇兵。1943年6月1日、ドイツ陸軍から武装親衛隊に移籍）

### 階級

#### ドイツ陸軍
- 1942年 陸軍二等兵 (Schütze)

#### 武装親衛隊
- 1943年6月1日 SS上等兵 (SS-Sturmmann)
- 1943年 SS兵長 (SS-Rottenführer)
- 1943年 SS伍長 (SS-Unterscharführer)
- 1944年7月8日 SS曹長 (SS-Oberscharführer)
- 1945年2月 SS少尉 (SS-Untersturmführer)

### 勲章

#### ドイツ陸軍
無し

#### 武装親衛隊
- 二級鉄十字章
- 一級鉄十字章（1944年7月8日）
- 歩兵突撃章銅章（1944年7月8日）
- 戦傷章銀章（1944年7月8日）
- 白兵戦章銀章（1945年3月）
- 騎士鉄十字章（1945年4月20日）（認知は1973年）

## その他
- Patrick Agte "Europas Freiwillige der Waffen-SS" (Munin Verlag, 2000) p61には、弟クロードと並んで街を歩くルロアSS曹長の写真が掲載されている（1944年夏、リハビリ期間中の撮影）。
- 1945年3月16日、アルトダムへ出陣する数時間前にシュテッティンで中隊長アンドレ・レジボSS少尉と並んで撮影された写真の中では、ルロアSS少尉は将校であるにもかかわらず下士官・兵用のベルトを装備している[注 7]。

## 文献

### 英語
- Léon Degrelle "Campaign in Russia: The Waffen SS on the Eastern Front" Crecy Books, 1985. ISBN 0-947554-04-1
- Eddy de Bruyne & Marc Rikmenspoel "For Rex and for Belgium: Leon Degrelle and Walloon Political & Military Collaboration 1940-1945" Helion & Company, 2004. ISBN 1-87462232-9

### フランス語
- Théo Verlaine "La Légion Wallonie" Dorpsstraat 144, Belgium: De Krijger, 2006. ISBN 90-5868-149-1.

### ドイツ語
- Ernst-Günther Krätschmer "Die Ritterkreuzträger der Waffen-SS" Coburg, Deutschland: NATION EUROPA VERLAG, 2003. ISBN 3-920677-43-9
- Patrick Agte "Europas Freiwillige der Waffen-SS: Biographien aller Inhaber des Ritterkreuzes, des Deutschen Kreuzes in Gold, der Ehrenblattspange und der Nahkampfspange in Gold, die keine Deutschen waren" Deutschland: Munin Verlag, 2000. ISBN 3-9807215-0-7

### 日本語
- 渡部義之編 『【歴史群像】W.W.II 欧州戦史シリーズVol.18 武装SS全史II[膨張・壊滅編]』（学習研究社・2002年） ISBN 4-05-602643-2